# Acacia euthyphylla
Acacia euthyphylla — вид квіткових рослин з родини бобових. Ареал: Австралія (Західна Австралія).

## Середовище проживання
Вид можна знайти вздовж країв солоних озер і боліт і сезонно вологих боліт, на піщано-глинисто-суглинистих ґрунтах. Це часто є частиною високих чагарників мирталу та лісових масивів маллі.

## Біоморфологічна характеристика
Кущ зазвичай досягає висоти від 0,7 до 2,0 метрів. Він має округлу або воронкоподібну форму з досить щільним листям. Злегка вигнуті та дрібно ребристі гілочки голі. Світло-зелені філодії лінійні, прямі або неглибоко зігнуті, мають довжину від 4 до 9 см і ширину від 2 до 3 мм і звужуються до основи. Цвіте з серпня по вересень, утворюючи жовті квітки. Кожне суцвіття має дві китиці зі сферичними квітковими головами діаметром від 4 до 5 мм, які містять від 18 до 21 золотистої квітки. Стручки є лінійними, мають довжину близько 6 см і ширину 3,5 мм, які містять поздовжнє насіння.